# Batyk
Batyk község  Zala vármegyében, a Zalaszentgróti járásban.

## Fekvése
A legészakibb Zala menti település. A Sümeg és Zalaegerszeg között húzódó 7328-as út mellett fekszik, a két várostól közel azonos távolságra,  20-22 kilométerre. Batykról indul északra a 7359-es mellékút Zalavég, Mikosszéplak és a 8-as főút felé.
Egy időben vasúti csomópont volt: vasútállomásán (Zalabér-Batyk vasútállomás), melynek közúti elérését a 73 358-as számú mellékút biztosítja, találkozott a Zalaegerszeget Celldömölkkel és Budapesttel összekötő fővonal (Bajánsenye–Zalaegerszeg–Ukk–Boba-vasútvonal) a zalaszentgróti szárnyvonallal, amely valaha egészen Balatonszentgyörgyig húzódott (Zalaszentgrót–Balatonszentgyörgy-vasútvonal), valamint egy Sárvár felé húzódó szárnyvonallal (Sárvár–Zalabér-Batyk-vasútvonal).
A jó vasúti összeköttetés mellett sok autóbusz is útba ejti a községet, leginkább Zalaegerszeg és Sümeg felől. 
A falu határában lévő Ősgyep természetvédelmi terület.

## Története
Batyk első fennmaradt említése 1251-ből való Bogk néven, amely a szomszédos Türje prépostságának tulajdonát képezte. A 14. és 15. században számtalanszor cserélt tulajdonost elsősorban nagy értéke miatt. Legjelentősebb birtokosa a Béri család volt.
A települést az 1570-es évektől adóztatták a törökök. A portyázások azonban csak a 17. századtól sújtották (legnagyobb mértékben 1683-ban), és Batyk mindvégig lakott falu maradt.
Az török hódoltság után jó adottságú településként fejlődött tovább határában két malommal.
Az  1960-as évek végén az Ukk-Zalaegerszeg vasútvonalat átépítették. Ezután a korábban Zalabér melletti vasútállomás Zalabér és Batyk közé került, és Zalabér-Batyk néven közös állomás lett. Innen ágazott el egy szárnyvonal Sárvár felé, és a Balatonszentgyörgy felé vezető vonal kiinduló állomása is ide került Türjéről. A Sárvárra menő vonal 1975-ben, a Balatonszentgyörgyre menő 1974-ben szűnt meg (ez utóbbiból a Zalaszentgrótig terjedő 7 km-es szakasz megmaradt ugyan, de 2007. március 4-étől már csak teherforgalom van rajta).
Érdekesség, hogy Batykot északról érintette volna az 1909-ben tervezett Szombathely-Rum-Türje-Zalaszentgrót-Balatonszentgyörgy-vasútvonal is, amely azonban sohasem épült meg.
Jelenleg Batyk adottságaihoz képest kevésbé fejlett, elöregedett település.

## Közélete

### Polgármesterei
- 1990–1994: Adorján Péter (KDNP)[3]
- 1994–1998: Adorján Péter (független)[4]
- 1998–2002: Adorján Péter (független)[5]
- 2002–2006: Marton András (független)[6]
- 2006–2010: Adorján Péter Géza (független)[7]
- 2010–2014: Adorján Péter Géza (független)[8]
- 2014–2019: Adorján Péter Géza (független)[9]
- 2019–2024: Litvai Gábor (független)[10]
- 2024– : Litvai Gábor (független)[1]

## Népesség
A település népességének változása:
| Lakosok száma | 391  | 390  | 373  | 346  | 360  | 359  | 355  |
|               | 2013 | 2014 | 2015 | 2021 | 2022 | 2023 | 2024 |

A 2011-es népszámlálás idején a nemzetiségi megoszlás a következő volt: magyar 88,1%, cigány 7,46%, német 2,33%. A lakosok 88,5-a% római katolikusnak, 3,9% felekezeten kívülinek vallotta magát (7,29% nem nyilatkozott).
2022-ben a lakosság 93,6%-a vallotta magát magyarnak, 5,6% cigánynak, 3,6% németnek, 0,6% görögnek, 0,3% ukránnak, 1,9% egyéb, nem hazai nemzetiségűnek (5% nem nyilatkozott; a kettős identitások miatt a végösszeg nagyobb lehet 100%-nál). Vallásuk szerint 58,1% volt római katolikus, 0,3% evangélikus, 1,1% egyéb keresztény, 1,1% egyéb katolikus, 6,1% felekezeten kívüli (33,3% nem válaszolt).

## Kultúra
A település 2007 óta zenei fesztiváljával hívja fel magára a figyelmet. 2007-ben került első ízben megrendezésre az ElvADkA, amely Magyarország elektronikus zenét játszó előadóinak és közönségüknek találkozóhelye. 2007-ben még három-, 2008-ban már ötnapos volt a rendezvény, amelyen több mint 100 óra nonstop zene és mintegy negyven dj és együttes várja az elektronikus zene kedvelőit a községtől mindössze két kilométerre lévő Pinkóci-tónál.